# 6. новембар
6. новембар (6.11.) је 310. дан године по грегоријанском календару (311. у преступној години). До краја године има још 55 дана.

## Догађаји
- 355 — Римски цар Констанције II је у Милану прогласио свог брата од стрица Јулијана за свог савладара-цезара.
- 1632 — Шведски краљ Густав II Адолф, велики војсковођа и војни реформатор, погинуо у Тридесетогодишњем рату, у бици код Лицена, у којој је његова војска потукла снаге Противреформације под командом генерала Валенштајна.
- 1860 — За председника САД изабран Абрахам Линколн. У јануару 1863. прогласио ослобађање робова, током његовог мандата вођен Амерички грађански рат, од 1861. до 1865, у ком је Унија северних држава победила робовласнички југ. Шест дана по завршетку рата убијен у позоришној ложи у атентату који је извршио глумац Ј. В. Бат.
- 1880 — Француски микробиолог Шарл Лаверан, добитник Нобелове награде за медицину 1907, открио узрочника маларије, али није могао да објасни како доспева у организам. Енглески лекар Роналд Рос 15 година касније утврдио да маларију преносе комарци.
- 1911 — Франсиско Мадеро, вођа револуције против диктатора Порфирија Дијаза, постао председник Мексика.
- 1917 — После пет месеци борби, у Првом светском рату, победом западних савезника над Немцима, окончана трећа битка код белгијског града Ипра. Линија фронта померена непуних 10 километара, погинуло 240.000 војника.
- 1931 — Одржан антирежимски протестни скуп на Београдском универзитету, студенти потом кренули у протестну шетњу Кнез-Михаиловом улицом. Полиција ухапсила 13, повређено шест студената.
- 1943 — Совјетска армија у Другом светском рату ослободила Кијев, после двогодишње немачке окупације.
- 1950 — Основан Музеј примењене уметности у Београду
- 1964 — У саобраћајној несрећи погинуо Слободан Пенезић Крцун, председник Извршног већа СР Србије и функционер КПЈ и КП Србије. После Другог светског рата био начелник ОЗНА за Србију, потом министар унутрашњих послова Србије.
- 1975 — На иницијативу краља Хасана, почео Зелени марш. 350.000 Мароканаца са заставицама и Кураном у рукама прешло у Западну Сахару, тражећи деколонизацију те области. Наредних дана у Мадриду потписан споразум којим је Шпанија предала Западну Сахару Мароку и Мауританији.
- 1986 — Завршава се шаховски турнир у Тилбургу, Холандија, победом Александра Бељавског.
- 1996 — Бивша република СФРЈ Хрватска постала 40. чланица Савета Европе.
- 1999 — Аустралијанци на референдуму с 55% гласова одбацили предлог да британски монарх као шеф државе буде замењен републиканским устројством државе.
- 2001 — Медијски магнат, републиканац Мајкл Блумберг, изабран за градоначелника Њујорка. Наследио Рудолфа Ђулијанија.
- 2005 — Монсињор Киро Стојанов у Скопљу, у катедрали Пресветог срца Исусовог, постављен за скопског бискупа и апостолског егзарха у Македонији. Први Македонац после 104. године на руководећем положају у католичкој цркви у тој земљи.

## Рођења
- 1479 — Хуана I од Кастиље, шпанска краљица. (прем. 1555)
- 1494 — Сулејман Величанствени, турски султан (1520—1566). (прем. 1566)
- 1661 — Карло II од Шпаније, шпански краљ (1665—1700). (прем. 1700)
- 1771 — Алојз Зенефелдер, аустријски глумац и драматург, најпознатији као изумитељ литографије. (прем. 1834)
- 1787 — Вук Стефановић Караџић, српски филолог и реформатор српског језика. (прем. 1864)
- 1814 — Адолф Сакс, белгијски кларинетиста, градитељ дувачких инструмената и конструктор првог саксофона. (прем. 1894)[1]
- 1835 — Чезаре Ломброзо, италијански психијатар и криминолог. (прем. 1909)
- 1841 — Арман Фалер, француски политичар и председник Француске. (прем. 1931)
- 1861 — Џејмс Нејсмит, канадско-амерички изумитељ кошарке. (прем. 1939)[2]
- 1880 — Роберт Мусил, аустријски писац. (прем. 1942)
- 1923 — Антоније Исаковић, српски књижевник и сценариста. (прем. 2002)[3]
- 1923 — Татјана Лукјанова, српска глумица. (прем. 2003)
- 1931 — Мајк Николс, амерички редитељ, продуцент, глумац и комичар. (прем. 2014)[4]
- 1932 — Предраг Гојковић Цуне, српски певач. (прем. 2017)
- 1932 — Франсоа Англер, белгијски физичар, добитник Нобелове награде за физику (2013).[5]
- 1946 — Сали Филд, америчка глумица и редитељка.[6]
- 1948 — Глен Фреј, амерички музичар, најпознатији као суоснивач, певач и гитариста групе Eagles. (прем. 2016)
- 1952 — Јаков Седлар, хрватски редитељ и продуцент.
- 1953 — Жељко Јерков, хрватски кошаркаш.
- 1953 — Тони Парсонс, енглески писац и новинар.
- 1962 — Невен Спахија, хрватски кошаркашки тренер.
- 1963 — Бранка Пујић, српска глумица.
- 1964 — Грег Графин, амерички музичар и писац, најпознатији као певач и суоснивач групе Bad Religion.
- 1970 — Горан Ђукић, српски фудбалер и фудбалски тренер.
- 1970 — Итан Хок, амерички глумац, сценариста, редитељ и књижевник.
- 1972 — Тандивеј Њутон, енглеска глумица.
- 1972 — Ребека Ромејн, америчка глумица и модел.[7]
- 1974 — Зои Маклелан, америчка глумица.
- 1977 — Душан Кецман, српски кошаркаш.
- 1979 — Ламар Одом, амерички кошаркаш.[8]
- 1987 — Ана Ивановић, српска тенисерка.[9]
- 1988 — Ема Стоун, америчка глумица.[10]
- 1988 — Џон Холанд, америчко-порторикански кошаркаш.
- 1990 — Андре Ширле, немачки фудбалер.[11]
- 1995 — Андре Силва, португалски фудбалер.

## Смрти
- 1397 — Вук Бранковић, српски обласни господар. (рођ. отприлике 1345)
- 1632 — Густаф II Адолф Шведски, шведски краљ војсковођа, војни и државни реформатор. (рођ. 1594)
- 1796 — Катарина Велика, царица Русије. (рођ. 1729)
- 1893 — Петар Чајковски, руски композитор позног романтизма.[12]
- 1929 — Максимилијан фон Баден, немачки принц и политичар. (рођ. 1967)
- 1964 — Слободан Пенезић Крцун учесник Народноослободилачке борбе, друштвено-политички радник СФРЈ и СР Србије и народни херој Југославије. (рођ. 1918)
- 1996 — Драган Кресоја, филмски редитељ и сниматељ. (рођ. 1946)
- 2007 — Раша Ливада, књижевник, главни и одговорни уредник часописа "Писмо" истоименог књижевног друштва, један од оснивача Српског књижевног друштва. (рођ. 1948)[13]
- 2015 — Перо Перовић, најстарији Црногорац. (рођ. 1909)
- 2021 — Муамер Зукорлић, председник и главни муфтија Мешихата Исламске заједнице у Србији. (рођ. 1970)
  - Маринко Роквић, српски певач фолк музике. (рођ. 1954)

## Празници и дани сећања
Српска православна црква данас прославља
- Свети мученик Арета
- Свети Елезвој, цар етиопски
- Спомен иконе „Свих жалосних радост”
- Преподобни Арета Печерски